# 14 septembre 1936
Le lundi 14 septembre 1936 est le 258e jour de l'année 1936.

## Naissances
- Anatoliy Mikhailov, athlète russe spécialiste du 110 mètres haies
- Ferid Murad, biologiste et pharmacologiste américain
- Jiří Anderle, artiste peintre et graphiste tchèque
- Juhani Pallasmaa, architecte finnois
- Lucas Samaras, artiste américain
- Mário Lira, arbitre chilien de football
- Nicol Williamson (mort le 16 décembre 2011), acteur britannique
- Raúl Díaz Argüelles (mort le 11 décembre 1975), militaire cubain
- Roy Peterson (mort le 30 septembre 2013), dessinateur caricaturiste de presse canadien
- Terence Donovan (mort le 22 novembre 1996), photographe britannique
- Toshiko Sawada, Seiyū et narratrice japonaise
- Walter Koenig, acteur américain

## Décès
- Irving Thalberg (né le 30 mai 1899), producteur de films américaine
- Ossip Gabrilowitsch (né le 7 février 1878), pianiste, chef d'orchestre et compositeur américain d'origine russe
- Raoul Villain (né le 19 septembre 1885), étudiant nationaliste français, meurtrier

## Événements
- Congrès de Nuremberg. Hitler annonce la prolongation du service militaire à deux ans, un nouveau plan économique pour accélérer le réarmement, la volonté de régler les comptes avec le bolchevisme
- Création de la marque Quad